# Daedalus Patera
La Daedalus Patera è una struttura geologica della superficie di Io.